# Lubianki
Lubianki [pronunciación en polaco: /luˈbjanki/] (en alemán: Lubingen) es un pueblo ubicado en el distrito administrativo de Gmina Chrostkowo, dentro del Distrito de Lipno, Voivodato de Cuyavia y Pomerania, en el norte de Polonia central. Se encuentra aproximadamente a 4 kilómetros al norte de Chrostkowo, a 16 kilómetros al norte de Lipno, y a 42 kilómetros al este de Toruń.